# Javier Valdivia
Javier Valdivia (Guadalajara, 4 de dezembro de 1941) é um ex-futebolista mexicano que jogava como atacante. Ele fazia parte do elenco da Seleção Mexicana na Copa do Mundo de 1970.

## Carreira
Ele estreou profissionalmente na temporada 1960-1961 com o Chivas Guadalajara em um jogo contra o Monterrey, as lesões de jogadores importantes, como Hector Hernandez, Jasso e Arellano fizeram com o treinador Javier De la Torre botasse Valdivia para jogar. Ele estreou em grande forma, marcando 2 gols em apenas 2 jogos, mas no segundo jogo, ele foi ferido por Gustavo Peña Falcon e teve uma lesão que o deixou de fora o resto do torneio.
Ele estreou na Seleção Mexicana de Futebol em 28 de março de 1965. É, juntamente com Manuel Rosas, Luis Garcia Postigo, Luis Hernández e Omar Bravo, os únicos jogadores mexicanos que marcou 2 gols em um único jogo de Copa do Mundo. No total, ele marcou 5 gols em 23 jogos com a equipe nacional.

## Títulos
- Campeonato Mexicano: 1960-61, 1961-62, 1963-64, 1964-65 e 1969-70
- Copa do México: 1962-63 e 1969-70
- Campeão dos Campeões: 1961, 1964, 1965 e 1970
- Liga dos Campeões da CONCACAF: 1962